# 致命弯道
《致命弯道》（英語：Wrong Turn）是一部由罗伯·施密特执导，艾伦·B·麦克埃罗伊编剧，德斯蒙·哈靈頓、伊丽莎·杜什库、埃曼紐爾·施萊琪、傑瑞米·西斯托与凱文·席格斯主演，上映于2003年5月30日的恐怖电影。电影主要叙述了一群人遭遇交通事故车辆损坏后，穿越西維吉尼亞州的森林并躲避其中食人魔追杀的故事。
這部電影的初期開發於2001年，當時宣布頂峰娛樂和新市資本集團（Newmarket Capital Group）聯手製作《致命彎道系列》，這是一部70年代風格的恐怖片，由羅伯施·密特執導，麥克爾羅伊負責編寫劇本。這部電影由頂峰娛樂和康斯坦丁影業聯合製作，史丹·溫斯頓負責設計生物效果並擔任製片人。
本片於2003年5月30日由20世紀福斯在美國上映。這部電影得到評論家給予褒貶不一的評價，讚揚本片的描述，但批評本片的劇本、角色塑造單薄和恐怖陳腔濫調。全球票房收入超過2800萬美元，預算為 1200 萬美元。

## 劇情
在西維吉尼亞的山區，一起離奇的車禍意外，使六個年輕人被困在森林，他們發現在這片森林裡不僅僅只有他們...

## 评价
汇总媒体爛番茄报告称83位评论者中有40%对这部电影给予好评，10分制评分中平均分数为4.2分。评论者达成共识称“它只是没什么特色的砍杀电影，无法将自己与同类作品区分开来”。

## 续集
继《致命弯道》之后，又有数部同名电影出品，包括于2007年上映的续集《致命弯道2》和于2009年上映的续集《致命弯道3》，两部前传《致命弯道4》（2011年上映）与《致命弯道5》（2012年上映），以及一部独立电影《致命弯道6》（2014年上映）。
2018年10月，一部名为《致命弯道：基金会》的新电影宣布重启《致命弯道》系列。这部电影将由系列创始人阿伦·B·麦克尔罗伊编剧，并由迈克·P·尼尔森执导。电影的主要摄制工作于2019年9月9日开始，夏洛特·维加将担任主演，在2021年1月26日上映。

## 主要参演者
- 德斯蒙·哈靈頓饰演克里斯·弗林（Chris Flynn）
- 伊丽莎·杜什库饰演杰西·伯林格姆（Jessie Burlingame）
- 埃曼紐爾·施萊琪饰演卡莉（Carly）
- 傑瑞米·西斯托饰演史考特（Scott）
- 凱文·席格斯饰演埃文（Evan）

## 原声带
这部电影共发布了两套原声带，其中一套收录电影配乐，另一套收录流行音乐。